# Heringodes
Heringodes is een geslacht van vlinders van de familie slakrupsvlinders (Limacodidae).

## Soorten
- H. asella (Schiffermüller, 1776)
- H. dentatus (Oberthür, 1879)
- H. foliola (Snellen, 1900)
- H. obliqua (Leech, 1890)
- H. robinsoni (Viette, 1965)
- H. shurtleffi (Packard, 1864)